# Cai Guo-Qiang

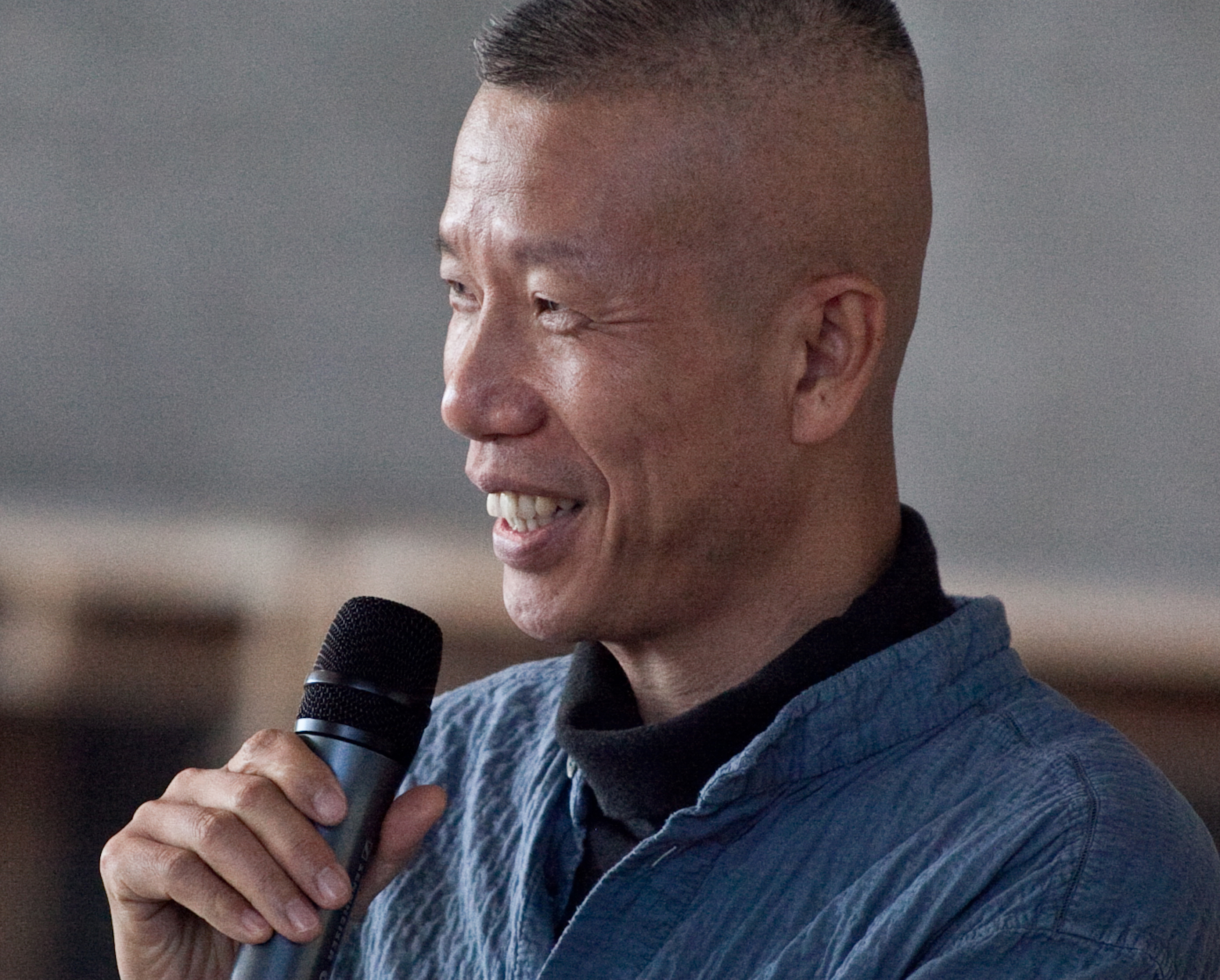
Cai Guo-Qiang (2010)

Cai Guo-Qiang (chinesisch 蔡國強 / 蔡国强, Pinyin Cài Gúoqiáng, Tongyong Pinyin Cài Gúociáng, W.-G. Ts'ai4 Kuo2ch'iang2, G. R. Tsay Gwochyang, Pe̍h-ōe-jī Chhòa Kok-kiông; * 8. Dezember 1957 in Quanzhou, Fujian) ist ein chinesischer Bildhauer, Maler, Aktionskünstler und Kurator.

## Leben
Cai Guo-Qiang absolvierte von 1981 bis 1985 eine Ausbildung als Bühnenbildner an der Shanghaier Theaterakademie. Während seines Aufenthalts in Tokio von 1986 bis 1995 befasste er sich mit Schießpulver als Arbeitsmaterial und inszenierte Aufführungen mit pyrotechnischen Effekten. Seit 1995 lebt Cai Guo-Qiang in New York, er besuchte dort das Institut für zeitgenössische Kunst.

## Werk

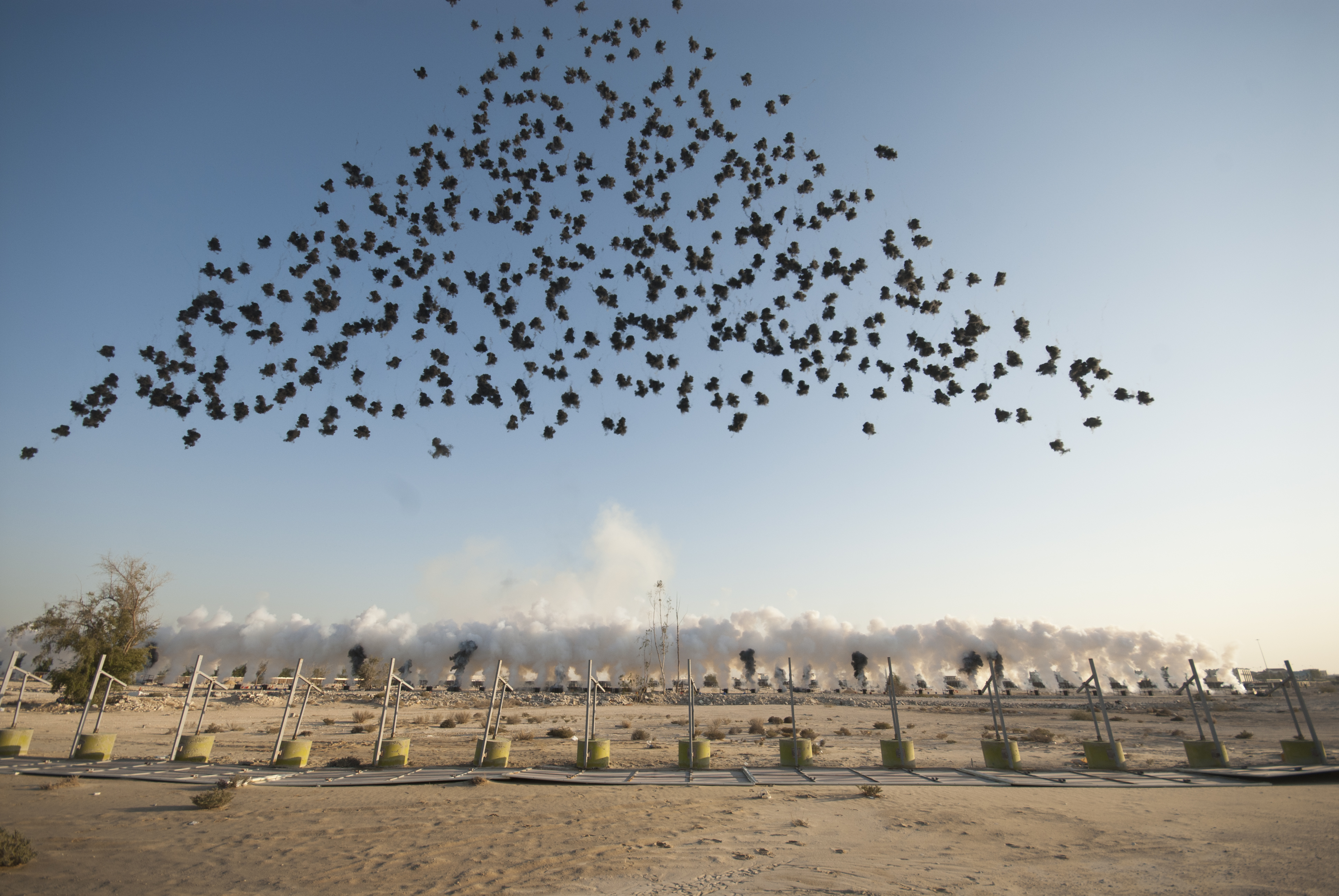
Black Ceremony, pyrotechnische Inszenierung (Taglichtfeuerwerk), Doha, 5. Dezember 2011.

In seinen Arbeiten greift Cai Guo-Qiang auf eine große Anzahl an Symbolen, Traditionen und Materialien zurück, etwa aus Feng Shui, Traditioneller Chinesischer Medizin, Drachen, Achterbahnen, Computer, Feuerwerke oder Schießpulver. Ein Teil seiner Arbeiten orientiert sich an einer maoistischen und sozialistischen Ästhetik.
Cai Guo-Qiang gehört zu den international bekanntesten Vertretern der zeitgenössischen chinesischen Kunst. Er vertrat sein Heimatland 1999 auf der Biennale von Venedig mit Venice's Rent Collection Courtyard, einem Projekt, bei dem er die propagandistische Skulpturengruppe Rent Collection Courtyard von 1965 durch chinesische Handwerker – darunter einer, der an der ursprünglichen Fassung beteiligt war – vor Ort nachbauen ließ. Während Cai Guo-Qiang in Venedig dafür mit dem Goldenen Löwen geehrt wurde, strengte das Sichuan Fine Arts Institute, an dem das Original gestaltet wurde, einen Prozess wegen Plagiats an, der allerdings nicht weiterverfolgt wurde. Cai Guo-Qiang selbst kehrte 2005 als Kurator des chinesischen Pavillons nach Venedig zurück.
Er wurde 1996 für den Hugo Boss Prize nominiert und gewann den Goldenen Löwen der 48. Biennale von Venedig und 2001 den Kunstpreis CalArts/Alpert Award in the Arts. 2008 wurde eine große Retrospektive im Solomon R. Guggenheim Museum in New York gezeigt, die auch im Chinesischen Nationalmuseum der Künste in Peking und im Guggenheim Museum in Bilbao ausgestellt wurde. Außerdem organisierte er das Feuerwerk zur Eröffnungsfeier der Olympischen Spiele 2008 in Peking.
Sein Werk wird kontrovers diskutiert. Einige Kritiker werfen dem Künstler eine opportunistische Haltung vor, da er in seinen Verweisen auf Politik und Philosophie stetig den persönlichen Standpunkt wechseln würde. Des Weiteren hat seine aktive Teilnahme an der Organisation der Olympischen Spiele von Peking zu Kontroversen geführt, während andere chinesische Künstler, etwa Ai Weiwei, die Veranstaltung aus politischem Protest boykottierten.
2012 erhielt der Künstler vom japanischen Kaiserhaus das Praemium Imperiale.

## Ausgewählte Ausstellungen und Projekte

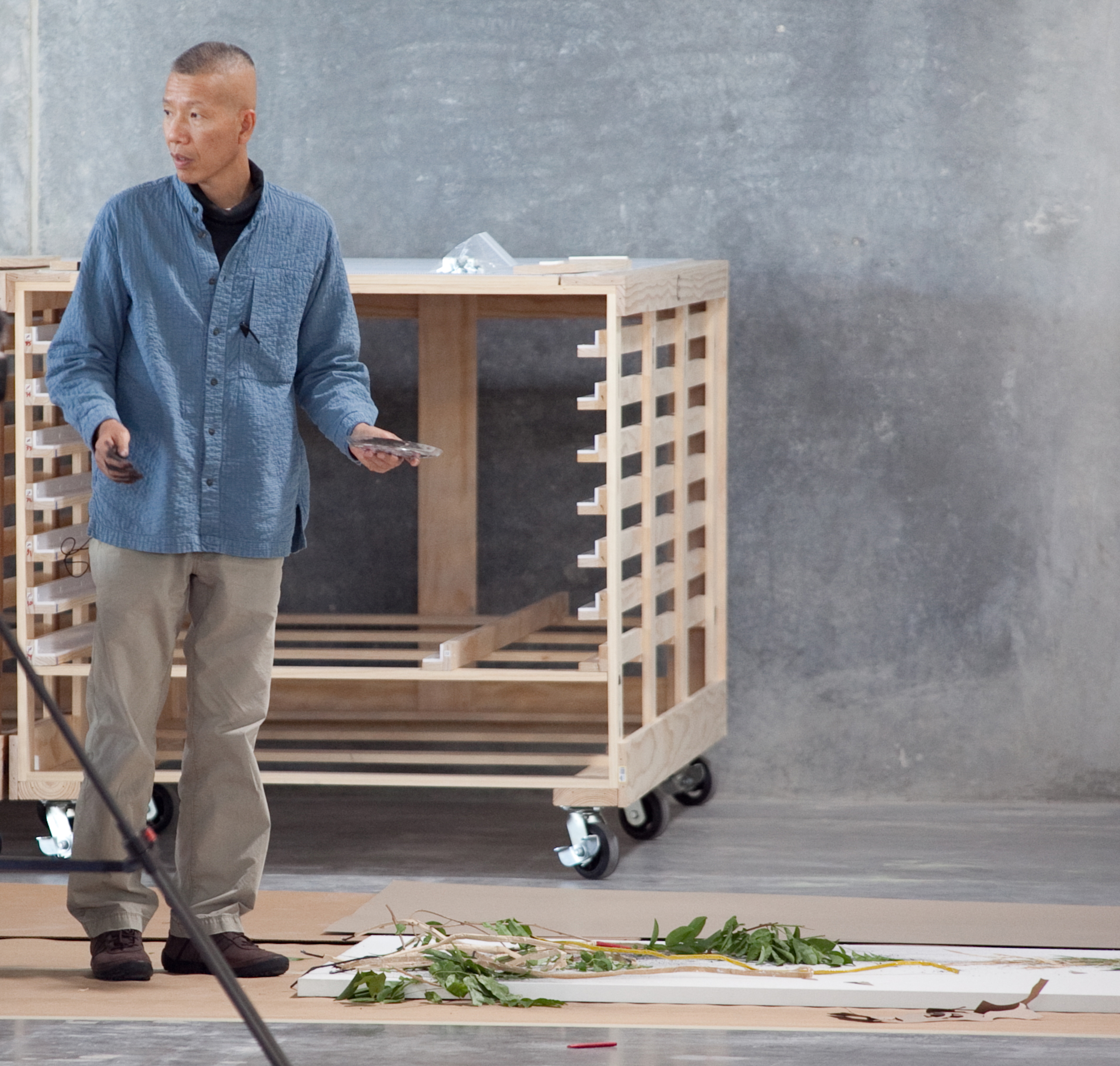
Cai Guo-Qiang bei der Vorbereitung einer "Schießpulver-Zeichnung" für die Galerie Kunst aus China im Museum of Fine Arts, Houston (Oktober 2010)

- Cai Guo-Chiang: Falling Back to Earth., Queensland Art Gallery, Brisbane, 2013/2014.[4]
- Cai Guo-Qiang: I Want to Believe. Solomon R. Guggenheim Museum, New York, 2008; Guggenheim Museum Bilbao, 2009[5]
- Inopportune: Stage One & Illusion. Seattle Art Museum, Seattle, 2007
- Cai Guo-Qiang on the Roof: Transparent Monument. Metropolitan Museum of Art, New York, 2006
- Er kuratierte den ersten chinesischen Pavillon auf der 51. Biennale di Venezia 2005
- Cai Guo-Qiang: Traveler. Freer Gallery of Art und Arthur M. Sackler Gallery sowie Hirshhorn Museum and Sculpture Garden bei der Smithsonian Institution, Washington, D.C., 2004
- Er organisierte und kuratierte BMoCA: Bunker Museum of Contemporary Art (Kinmen, Taiwan, 2004)
- Light Cycle: Explosion Project for Central Park. New York, 2003
- Ye Gong Hao Long: Explosion Project for Tate Modern. Tate Gallery of Modern Art, London, 2003
- Transient Rainbow. Museum of Modern Art, New York, 2002;[6]
- Cai Guo-Qiang. Kunstmuseum Shanghai, Shanghai, 2002
- APEC Cityscape Fireworks Show. Asia Pacific Economic Cooperation, Shanghai, 2001
- Cai Guo-Qiang: An Arbitrary History. Musee d’art Contemporain Lyon, France, 2001
- Cultural Melting Bath: Projects for the 20th Century. Queens Museum of Art, Queens, New York, 1997
- Flying Dragon in the Heavens. Louisiana Museum of Modern Art, Humlebæk, Dänemark, 1997
- The Earth Has Its Black Hole Too. Hiroshima, Japan, 1994
- Project to Extend the Great Wall of China by 10,000 Meters. Jiayuguan, China, 1993.